# Soroll gaussià
El soroll gaussià és aquell soroll que té una funció de densitat de probabilitat igual a la de la distribució normal, que també es coneix com a distribució gaussiana. En altres paraules, els valors que pot prendre el soroll segueixen una distribució gaussiana.
La funció de densitat de probabilitat {\displaystyle p} d'una variable aleatòria gaussiana {\displaystyle z} ve donada per:
{\displaystyle p_{G}(z)={\frac {1}{\sigma {\sqrt {2\pi }}}}e^{-{\frac {(z-\mu )^{2}}{2\sigma ^{2}}}}}
on {\displaystyle z} representa el nivell gris, {\displaystyle \mu } el valor mitjana i {\displaystyle \sigma } és la desviació estàndard.
Un cas especial és el soroll blanc gaussià, en què els valors del soroll en dos instants de temps són idènticament distribuïdes i estadísticament independents (i per tant no correlades). En l'assaig i modelatge de canals de comunicacions, el soroll gaussià s'utilitza com a soroll blanc additiu per generar soroll additiu blanc gaussià.
En telecomunicacions i xarxes informàtiques, els canals de comunicacions poden ser afectats per soroll gaussià de banda ampla provenint de moltes fonts naturals, com ara les vibracions tèrmiques d'àtoms en els conductors (anomenat soroll tèrmic o soroll de Johnson-Nyquist), soroll de dispar, radiació del cos negre de la terra i d'altres objectes calents, i d'objectes astronòmics com el sol.

## Soroll gaussià en imatges digitals
Les principals fonts de soroll gaussià en imatges digitals sorgeixen durant l'adquisició (deguts a una il·luminació pobra o a una alta temperatura) i/o en la transmissió (com ara soroll en el circuit electrònic). En processament digital d'imatges, el soroll gaussià pot ser reduït usant un filtre espacial, malgrat que en suavitzar una imatge el resultat pot no ser el desitjat, en tornar-se les bores de la imatge borroses, ja que es corresponen a altes freqüències que han resultat bloquejades. Les tècniques convencionals de filtratge espacial per reduir el soroll inclouen el filtratge convolucional mitjà, el filtre medià i el suavitzat gaussià.